# Sminthurinus bimaculatus
Sminthurinus bimaculatus is een springstaartensoort uit de familie van de Katiannidae. De wetenschappelijke naam van de soort is voor het eerst geldig gepubliceerd in 1902 door Axelson.